# ヴィッラサルト
ヴィッラサルト（イタリア語: Villasalto）は、イタリア共和国サルデーニャ州南サルデーニャ県にある、人口約1,000人の基礎自治体（コムーネ）。

## 地理

### 位置・広がり

#### 隣接コムーネ
隣接するコムーネは以下の通り。括弧内のCAはカリャリ県所属を示す。
- アルムンジャ
- ブルチェーイ
- ドリアノーヴァ
- サン・ニコロ・ジェッレーイ
- サン・ヴィート
- シンナイ (CA)
- ヴィッラプッツ